# 姆明博物馆

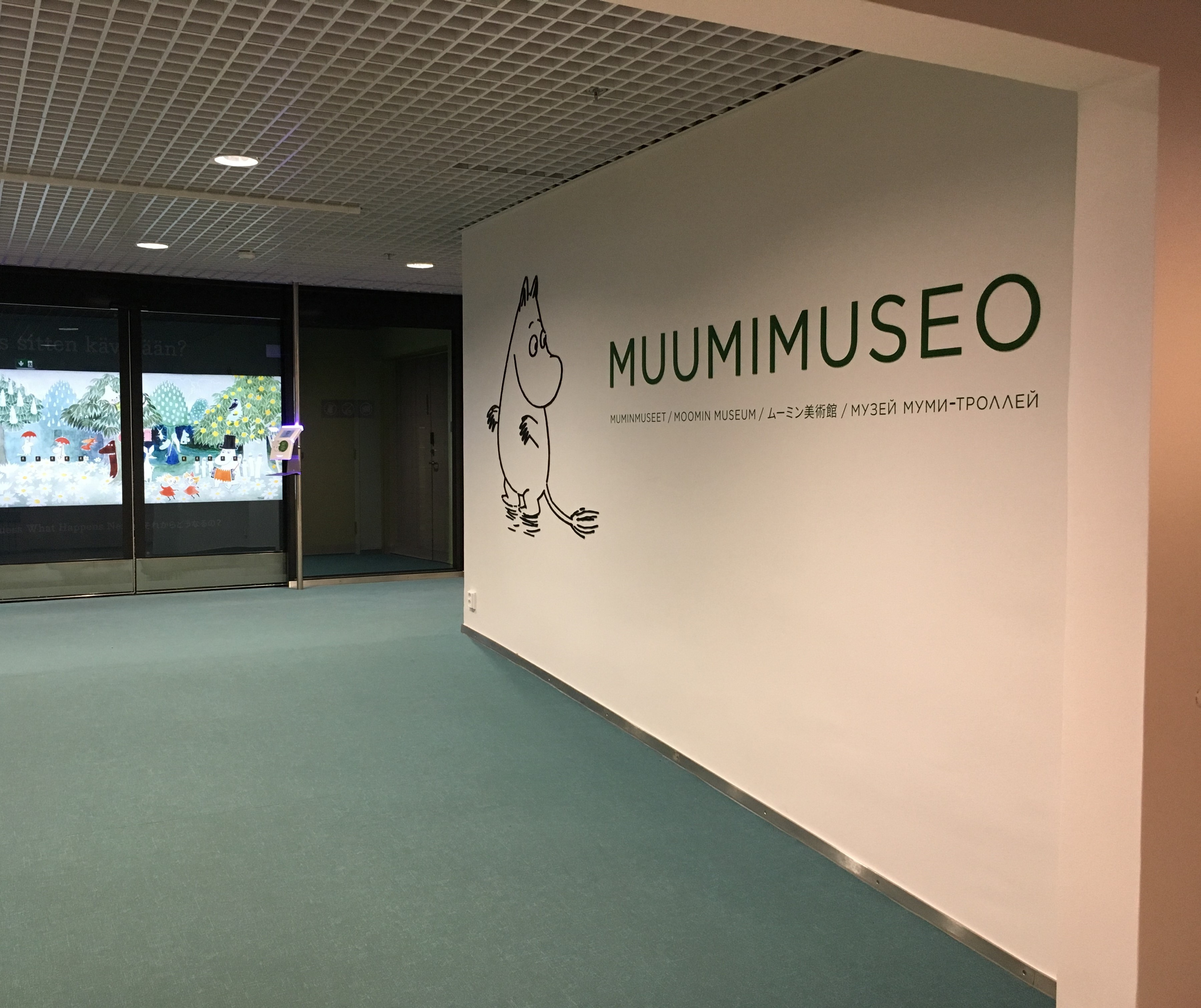
姆明博物馆入口处

姆明博物馆（芬蘭語：Muumimuseo）是位于芬兰坦佩雷的博物馆，展示作家及艺术家朵貝·楊笙的姆明作品原件。该馆在行政上隶属坦佩雷艺术博物馆，之前曾命名为坦佩雷艺术博物馆姆明谷（Tampereen taidemuseon Muumilaakso）。博物馆曾备受成年人和外国游客的喜爱。
姆明谷博物馆在1987年开放。在前25年内位于坦佩雷城市主图书馆的底层，因为该建筑需要维修而搬出。2013至2016年间临时在坦佩雷艺术博物馆的底层展出。后来博物馆搬至坦佩雷大厦，并在那里永久展出。重组后的姆明博物馆在2017年夏季举办了开幕式。